# Diplochorda trineata
Diplochorda trineata är en tvåvingeart som beskrevs av Meijere 1913. Diplochorda trineata ingår i släktet Diplochorda och familjen borrflugor. Inga underarter finns listade i Catalogue of Life.